# 8771 Biarmicus
8771 Biarmicus è un asteroide della fascia principale interna. Scoperto nel 1973, presenta un'orbita caratterizzata da un semiasse maggiore pari a 2,431298 UA e da un'eccentricità di 0,098812, inclinata di 6,980376° rispetto all'eclittica.
Fa parte della famiglia di asteroidi Vesta.
Il nome ricorda il basettino (Panurus biarmicus), uccello passeriforme diffuso in Europa, Asia e Africa del nord.